# 东低地德语
东低地德语是一系列低地德语方言的总称，分布于德国东北部、波兰北部的少数族裔区。它与西低地德语一起构成了低地德语。

## 相关语言
东低地德语是大陆西日耳曼语的方言连续体的一部分。
在东低地德语区的西部，东低地德语逐渐地变为西低地德语。两者一般以动词的複數结尾的不同来区分：东低地德语基于古第一／三人称结尾 -e(n)，而西低地德语则基于古第二人称结尾 -e(t)。
在东低地德语区的南部，东低地德语逐渐地变为东中部德语。两者的区别在于ECG受高地德語子音推移的影响，而东低地德语则没有。受HGCS影响的区域仍在扩大，特别是Berlinerisch dialect（一种岛方言）正在受围绕着它的Brandenburgisch dialect的影响。

## 方言
- 在德国：
  - Brandenburgisch（在Brandenburg）
  - Mecklenburgisch-Pommersch（东部）
- 在波兰：
  - Low Prussian（波蘭北部Gdańsk的少數族裔使用。在1945年后几近灭绝，有些观察者认为包括Plautdietsch在内）
  - East Pomeranian（Pomerania和Brazil的少數族裔使用。）

It also includes Plautdietsch（originating from Danzig）, which is spoken by Mennonites in North America and a few other places in the world. Berlinerisch（in Berlin）was a version of Brandenburgisch in medieval times until they split off; it is now seen as an East High German dialect.
Baltendeutsch is a High German variety influenced by East Low German formerly spoken by Germans in the Baltic states.

## 样品
The Lord's Prayer in Plautdietsch
Ons Voda em Himmel,
lot dien Nome jeheilicht woare;
lot dien Ritjdom kome;
lot dien Welle jedone woare,
uck hia oppe Ed, soo aus em Himmel;
jeff ons Dach fe Dach daut Broot, daut ons fehlt;
en vejeff ons onse Schult,
soo aus wie den vejewe, dee sich jeajen ons veschuldicht ha;
en brinj ons nich en Vesetjunk nenn,
oba rad ons von Beeset.

## 作家
东低地德语的著名作家有Fritz Reuter等人。
| 前罗马铁器时代 前500年–前100年              | 前罗马铁器时代 前500年–前100年 | 罗马铁器时代早期 前100年–100年     | 罗马铁器时代晚期 100年–300年       | 迁徙时期 300年–600年            | 中世纪前期 600年–1100年     | 中世纪 1100–1350年    | 中世纪后期 1350年–1500年 | 近代早期 1500年–1700年 | 现代 1700年至今 |
| 原始日耳曼语                                | 西日耳曼语                     | 厄尔米诺内语 （易北河日耳曼语）    | 原始高地德语                       | 原始高地德语                    | 古高地德语、 伦巴底语       | 中古高地德語          | 早期现代高地德语         | 早期现代高地德语       | 高地德语各变种  |
| 原始日耳曼语                                | 西日耳曼语                     | 厄尔米诺内语 （易北河日耳曼语）    | 原始高地德语                       | 原始高地德语                    | 古高地德语、 伦巴底语       | 中古高地德語          | 早期现代高地德语         | 早期现代高地德语       | 标准德语        |
| 原始日耳曼语                                | 西日耳曼语                     | 伊斯特沃内语 （威悉-莱茵日耳曼语） | 原始法兰克语                       | 古法兰克语                      | 古中部德语                  | 中古中部德语          | 早期现代中部德语         | 早期现代中部德语       |                 |
| 原始日耳曼语                                | 西日耳曼语                     | 伊斯特沃内语 （威悉-莱茵日耳曼语） | 原始法兰克语                       | 古法兰克语                      | 古中部德语                  | 中古中部德语          | 早期现代中部德语         | 早期现代中部德语       | 中部德语各变种  |
| 原始日耳曼语                                | 西日耳曼语                     | 伊斯特沃内语 （威悉-莱茵日耳曼语） | 原始法兰克语                       | 古法兰克语                      | 古低地法兰克语 （古荷兰语） | 早期林堡语 中古荷兰语 | 晚期林堡语 中古荷兰语    | 早期林堡语             | 林堡语          |
| 原始日耳曼语                                | 西日耳曼语                     | 伊斯特沃内语 （威悉-莱茵日耳曼语） | 原始法兰克语                       | 古法兰克语                      | 古低地法兰克语 （古荷兰语） | 早期 中古荷兰语       | 晚期 中古荷兰语          | 早期 现代荷兰语        | 荷兰语各变种    |
| 原始日耳曼语                                | 西日耳曼语                     | 伊斯特沃内语 （威悉-莱茵日耳曼语） | 原始法兰克语                       | 古法兰克语                      | 古低地法兰克语 （古荷兰语） | 早期 中古荷兰语       | 晚期 中古荷兰语          | 早期 现代荷兰语        | 南非语          |
| 原始日耳曼语                                | 西日耳曼语                     | 因格沃内语 （北海日耳曼语）        | 原始撒克逊语 （东南因格沃内语）    | 原始撒克逊语 （东南因格沃内语） | 古撒克逊语                  | 中古低地德语          | 中古低地德语             | 中古低地德语           | 低地德语各变种  |
| 原始日耳曼语                                | 西日耳曼语                     | 因格沃内语 （北海日耳曼语）        | 盎格鲁-弗里西语 （西北因格沃内语） | 原始弗里西语                    | 古弗里西语                  | 古弗里西语            | 古弗里西语               | 中古弗里西语           | 弗里西语各变种  |
| 原始日耳曼语                                | 西日耳曼语                     | 因格沃内语 （北海日耳曼语）        | 盎格鲁-弗里西语 （西北因格沃内语） | 原始英语                        | 古英语 （盎格鲁-撒克逊）    | 早期 中古英语         | 晚期 中古英语            | 近代英语               | 英语各变种      |
| 原始日耳曼语                                | 西日耳曼语                     | 因格沃内语 （北海日耳曼语）        | 盎格鲁-弗里西语 （西北因格沃内语） | 原始英语                        | 古英语 （盎格鲁-撒克逊）    | 早期 中古英语         | 早期苏格兰语             | 中古苏格兰语           | 苏格兰语各变种  |
| 原始日耳曼语                                | 北日耳曼语                     | 北日耳曼语                         | 原始诺尔斯语                       | 原始诺尔斯语                    | 卢恩 古西诺尔斯语           | 古冰岛语              | 晚期 古冰岛语            | 冰岛语                 | 冰岛语          |
| 原始日耳曼语                                | 北日耳曼语                     | 北日耳曼语                         | 原始诺尔斯语                       | 原始诺尔斯语                    | 卢恩 古西诺尔斯语           | 古挪威语              | 古法罗语                 | 法罗语                 | 法罗语          |
| 原始日耳曼语                                | 北日耳曼语                     | 北日耳曼语                         | 原始诺尔斯语                       | 原始诺尔斯语                    | 卢恩 古西诺尔斯语           | 古挪威语              | 古诺恩语                 | 诺恩语                 | 灭绝            |
| 原始日耳曼语                                | 北日耳曼语                     | 北日耳曼语                         | 原始诺尔斯语                       | 原始诺尔斯语                    | 卢恩 古东诺尔斯语           | 古挪威语              | 中古挪威语               | 挪威语                 | 挪威语          |
| 原始日耳曼语                                | 北日耳曼语                     | 北日耳曼语                         | 原始诺尔斯语                       | 原始诺尔斯语                    | 卢恩 古东诺尔斯语           | 早期 古丹麦语         | 晚期 古丹麦语            | 丹麦语                 | 丹麦语          |
| 原始日耳曼语                                | 北日耳曼语                     | 北日耳曼语                         | 原始诺尔斯语                       | 原始诺尔斯语                    | 卢恩 古东诺尔斯语           | 早期 古瑞典语         | 晚期 古瑞典语            | 瑞典語                 | 瑞典語          |
| 原始日耳曼语                                | 北日耳曼语                     | 北日耳曼语                         | 原始诺尔斯语                       | 原始诺尔斯语                    | 卢恩 古东诺尔斯语           | 早期 古瑞典语         | 晚期 古瑞典语            | 达拉纳方言             |                 |
| 原始日耳曼语                                | 北日耳曼语                     | 北日耳曼语                         | 原始诺尔斯语                       | 原始诺尔斯语                    | 卢恩 古哥得兰语             | 早期 古哥得兰语       | 晚期 古哥得兰语          | 哥得兰语               | 哥得兰语        |
| 原始日耳曼语                                | 东日耳曼语                     | 东日耳曼语                         | 东日耳曼语                         | 哥特语                          | 哥特语                      | （未证实哥特语方言）  | （未证实哥特语方言）     | 克里米亚哥特语         | 灭绝            |
| 原始日耳曼语                                | 东日耳曼语                     | 东日耳曼语                         | 东日耳曼语                         | 汪达尔语                        | 灭绝                        | 灭绝                  | 灭绝                     | 灭绝                   | 灭绝            |
| 原始日耳曼语                                | 东日耳曼语                     | 东日耳曼语                         | 东日耳曼语                         | 勃艮第语                        | 灭绝                        | 灭绝                  | 灭绝                     | 灭绝                   | 灭绝            |
| 註解 1. 2. 3. 4. 5. 6. 參考資料 1. 2. 3. 4. |                                |                                    |                                    |                                 |                             |                       |                          |                        |                 |